# Guilherme IV de Saint Omer

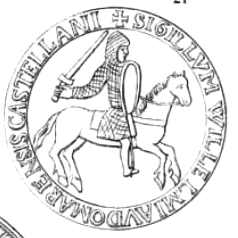
Imagem de Guilherme IV.

Guilherme IV de Saint Omer (fl. 1157 – 1191) foi o castelão de Saint Omer de ca. 1171 até sua morte, bem como senhor de Beaurain e Fauquembergues. A data de sua morte é desconhecida; é mencionado pela primeira vez em 1157, quando seu tio Gualtério foi castelão. Guilherme foi o filho do sucessor de Gualtério, Guilherme III e de sua dama chamada Matilda.
Guilherme IV é atestado pela primeira vez como castelão em 1178, mas segundo Arthur Giry pode ter sucedido seu pai já por 1171, pois as genealogias de Balduíno de Avesnes implicam que já era castelão quando casou-se com sua esposa, Ida (irmã do cruzado Tiago I), e que o filho do casal, o futuro Guilherme V já tinha mais de 15 anos em 1186. Guilherme é atestado numa série de documentos e cartas até 9 de agosto de 1190, mas parece que ele então partiu para a Terra Santa, quando morreu em 1191.
Sua esposa, Ida de Avesnes, viveu até algum momento entre 1205 e maio de 1211. Segundo Balduíno de Avesnes, o casal teve 11 filhos:
- Guilherme V (ca. 1171 – ca. 1246) - castelão de Saint Omer que casou-se com Imagina de Looz;
- Gualtério - morreu em 1219 durante a Quinta Cruzada;
- Tiago - casado primeiro com Clemência de Dammartin e depois com Isabel, viúva do príncipe da Acaia Godofredo I de Vilearduin;
- Guilherme VI (m. ca. 1247/51) - castelão de Saint Omer;
- Nicolau I - casado com Margarida da Hungria, a viúva de Bonifácio de Monferrato;
- Matilda - casado com Arnoldo IV, advogado de Thérouanne;
- Beatriz - dama de Saint Omer que casou-se com Filipe de Aire;
- Ida - casada com Gerardo III;
- Inês - abadesa de Mesen;
- Alice - casada primeiro com Balduíno II e então com Anselmo IV;
- Margarida - casado com Balduíno III;